# Vladimir Arabadzhiev
Vladimir ("Vlado") Valtsjev Arabadzhiev (Bulgaars: Владимир ("Владо") Вълчев Арабаджиев) (Plovdiv, 16 maart 1984) is een Bulgaars autocoureur die anno 2009 in de GP2 Asia Series rijdt.

## Loopbaan

### Formule 3
Arabadzhiev begon zijn loopbaan in het Italiaanse Formule 3-kampioenschap in 2006, waarin hij als elfde in het kampioenschap finishte met vijf punten.

### Formule 3000
Arabadzhiev ging in 2007 naar de Euroseries 3000 waar hij als zevende finishte met 23 punten.

### Formula Master
In 2008 ging Arabadzhiev naar de International Formula Master, waarbij hij als zevende in het kampioenschap finishte voor het team JD Motorsport met een overwinning. In 2009 bleef hij bij dit team, waar hij opnieuw als zevende finishte. Hij mocht testen op het Pembrey Circuit in Wales in het WTCC voor Chevrolet.

### GP2
In 2009-2010 rijdt Arabadzhiev in de GP2 Asia Series voor het team Piquet GP. Hij viel echter de eerste twee races op het Yas Marina Circuit uit.

## GP2 resultaten

### GP2 Asia Series resultaten
| Jaar    | Inschrijving | 1           | 2           | 3        | 4        | 5        | 6        | 7        | 8        | Rang | Punten |
| ------- | ------------ | ----------- | ----------- | -------- | -------- | -------- | -------- | -------- | -------- | ---- | ------ |
| 2009-10 | Piquet GP    | ABU1 FEA NF | ABU1 SPR NF | ABU2 FEA | ABU2 SPR | BHR1 FEA | BHR1 SPR | BHR2 FEA | BHR2 SPR | NC*  | 0*     |

* Seizoen loopt nog.